# In Our Image
In Our Image, album utgivet 1966 av The Everly Brothers. In Our Image var duons trettonde LP och den tionde på skivbolaget Warner Brothers och det producerades av Dick Glasser.
Albumets stora hit blev singeln "The Price of Love" som låg tvåa på Englandslistan.

## Låtlista
Singelplacering i Billboard inom parentes. Placering i England=UK

### Sid A
1. "Leave My Girl Alone" (Bernie Baum/Bill Giant/Florence Kaye/Kenny Lynch) – 2:22
2. "(Why Am I) Chained To A Memory" (Edward A. Snyder/Richard Ahlert) – 2:07
3. "I'll Never Get Over You" (Phil Everly/Don Everly) – 2:09
4. "The Doll House Is Empty" (Howard Greenfield/Jack Keller) – 2:00
5. "Glitter And Gold" (Barry Mann/Cynthia Weil) – 2:40
6. "(You Got) The Power Of Love" (Delaney Bramlett/Joey Cooper) – 2:37

### Sid B
1. "The Price Of Love" (Phil Everly/Don Everly) – 2:07 (# 104, UK #2)
2. "It's All Over" (Don Everly) – 2:19
3. "I Used To Love You" (Sonny Curtis) – 2:15
4. "Lovey Kravezit" (Howard Greenfield/Jack Keller) – 2:37
5. "June Is As Cold As December" (Marge Barton) – 2:52
6. "It Only Costs A Dime" (Phil Everly/Don Everly) – 1:57